# Tercera División A de Chile 2012
El Torneo de la Tercera División correspondió a la 32.ª temporada de la Serie D del fútbol chileno, durante el año 2012. Participaron 14 equipos, con jugadores nacionales menores de 25 años, razón por la cual el torneo, es conocido como el Torneo Nacional Tercera División Sub-25.
La versión del 2012 del torneo de la Cuarta categoría del fútbol Chileno incluye varios cambios. Después de 3 años la ANFA decide devolverle su antiguo nombre al principal torneo de su categoría y quedar como torneo de Tercera División.
Además, ANFA decide cambiar las bases del torneo debido a la creación de la Segunda División Profesional, se determina elevar el rango de edad de sus futbolistas pasando de un torneo Sub-23 a Sub-25 y además los clubes pueden contar con 4 jugadores mayores a la edad límite en sus planteles
De los 14 clubes que participaron en la temporada 8 de ellos juegan desde la temporada anterior. Regresan al torneo Deportes Linares y Deportes Valdivia, como Campeón y subcampeón respectivamente de 3ºB. Además, Trasandino es reintegrado a Tercera División, por vía administrativa y Arturo Fernández Vial participó en el actual torneo como Corporación Arturo Fernández Vial, causada por el cisma interno del club, producto de su participación en la Segunda División Profesional.
También se integraron dos nuevas instituciones mediante vía deportiva para llenar cupos, estos equipos fueron Deportes Rengo, que volvía después de seis años a la categoría, y Enfoque que jugó por primera vez en su historia.
Como cambio más significativo, durante esta temporada, fue que el campeón y el subcampeón, disputaron una inédita eliminatoria de Play- Off con los dos mejores de la Segunda División Profesional, para poder subir a la Primera B en su temporada 2013.
El torneo comenzó el 31 de marzo y finalizó el 1 de noviembre
El campeón de la edición fue el club Trasandino de Los Andes que se adjudicó su primer título en la categoría ganándole en la final a Deportes Linares. Tales clubes chocaron contra Deportes Copiapó e Iberia respectivamente para definir el ascendido a la Primera B en el 2013.
Sin embargo ninguna de las dos instituciones de Tercera ganó la definición y solo alcanzaron el ascenso programado para la Segunda División 2013 en conjunto con los clubes San Antonio Unido y Deportes Valdivia

## Equipos participantes Torneo 2012
| Equipo | Equipo                | Entrenador       | Entrenador       | Ciudad       | Estadio                             | Capacidad |
| ------ | --------------------- | ---------------- | ---------------- | ------------ | ----------------------------------- | --------- |
|        | Arturo Fernández Vial | Bandera de Chile | Jorge Rodríguez  | Concepción   | Municipal Ester Roa                 | 29.000    |
|        | Colchagua CD          | Bandera de Chile | Rubén Vallejos   | San Fernando | Jorge Silva Valenzuela              | 5.900     |
|        | Deportes Linares      | Bandera de Chile | Jaime Nova       | Linares      | Municipal de Linares                | 7.000     |
|        | Deportes Ovalle       | Bandera de Chile | Ramón Climent    | Ovalle       | Municipal de Monte Patria           | 1.500     |
|        | Deportes Quilicura    | Bandera de Chile | Hernán Castro    | Quilicura    | Municipal de Quilicura              | 1.225     |
|        | Deportes Rengo        | Bandera de Chile | Marcos Cari      | Rengo        | Municipal Guillermo Guzmán Díaz     | 2.000     |
|        | Deportes Valdivia     | Bandera de Chile | Christián Muñoz  | Valdivia     | Félix Gallardo                      | 3.000     |
|        | Enfoque               | Bandera de Chile | Héctor Irrazával | Rancagua     | Guillermo Saavedra                  | 500       |
|        | Municipal La Pintana  | Bandera de Chile | Andrés Romero    | Santiago     | Municipal de La Pintana             | 6.000     |
|        | Municipal Mejillones  | Bandera de Chile | Jaime Carreño    | Mejillones   | Municipal de Mejillones             | 1.500     |
|        | Provincial Talagante  | Bandera de Chile | Hernán Peña      | Talagante    | Municipal Lucas Pacheco Toro        | 2.883     |
|        | San Antonio Unido     | Bandera de Chile | Milton Flores    | San Antonio  | Municipal Doctor Olegario Henríquez | 2.024     |
|        | Trasandino            | Bandera de Chile | Hernán Sáez      | Los Andes    | Regional de Los Andes               | 2.800     |
|        | Unión Santa María     | Bandera de Chile | Benjamín Muñoz   | Los Ángeles  | Municipal de Los Ángeles            | 4.150     |

### Equipos porRegión
| Región        | Equipos                                                            |
| ------------- | ------------------------------------------------------------------ |
| Metropolitana | - Deportes Quilicura - Municipal La Pintana - Provincial Talagante |
| O'Higgins     | - Colchagua CD - Deportes Rengo - Enfoque                          |
| Valparaíso    | - San Antonio Unido - Trasandino                                   |
| Biobío        | - Arturo Fernández Vial - Unión Santa María                        |
| Antofagasta   | - Municipal Mejillones                                             |
| Coquimbo      | - Deportes Ovalle                                                  |
| Maule         | - Deportes Linares                                                 |
| Los Ríos      | - Deportes Valdivia                                                |

### Zonas
La división de equipos se realizará usando criterios geográficos, determinados por la ANFA.
| Zona Norte | Zona Sur |
| - Deportes Ovalle - Deportes Quilicura - Enfoque - Municipal La Pintana - Municipal Mejillones - Provincial Talagante - San Antonio Unido | - Arturo Fernández Vial - Colchagua - Deportes Linares - Deportes Rengo - Deportes Valdivia - Trasandino - Unión Santa María |
| --- | --- |

## Modalidad
El campeonato se juega en tres fases y con divisiones zonales de los equipos.
- En la Primera fase, los 14 equipos participantes son divididos en dos grupos, con 7 equipos: éstos son el Zona Norte y el Zona Sur. Los 4 primeros equipos de cada grupo clasificarán a la Segunda fase.

- En la Segunda fase, los 8 equipos participantes son divididos en dos grupos, con 4 equipos: éstos son el Zona Norte y el Zona Sur. Los 2 primeros equipos de cada grupo clasificarán a la Fase final.

- En la Fase final, los 4 equipos participantes disputarán una liguilla, en donde el 1° lugar será el campeón y el 2° lugar, el subcampeón. Ambos podrán participar en la liguilla por el ascenso a Primera B 2013, enfrentando a los 2 mejores equipos profesionales de la Segunda División 2012. En caso de que el campeón o el subcampeón de esta categoría, gana la final de la Segunda División 2012, ascenderá automáticamente a la Primera B, para la próxima temporada 2013. En caso de que el campeón o el subcampeón de esta categoría, pierda la final de la Segunda División 2012, disputará la Liguilla de Promoción contra el penúltimo de la tabla anual de la Primera B 2012. De lo contrario, en caso de que no consigan ascender a la Primera B 2013, ya sea en forma directa (ser campeón de la Segunda División 2012) o por la Liguilla de Promoción contra el penúltimo de la tabla anual de la Primera B 2012, se mantendrán en esta categoría para la misma temporada mencionada.[cita requerida]

En el otro frente, los equipos que ocupen el último lugar de cada grupo, juegan un "play-off" en el cual el que pierde desciende automáticamente a la Tercera B para la temporada 2013. En esta temporada no hay posibilidad de jugar una Liguilla de Promoción contra equipos de esa categoría.

## Primera fase
Fecha de actualización: 7 de julio

### Zona Norte

#### Resultados
| Local \ Visita       | ENF | MEJ | MLP | OVA | QUIL | TLG | SAU |
| -------------------- | --- | --- | --- | --- | ---- | --- | --- |
| Enfoque              |     | 1-1 | 3-2 | 3-1 | 2-3  | 0-1 | 2-1 |
| Municipal Mejillones | 1-2 |     | 4-0 | 1-0 | 1-0  | 4-1 | 3-1 |
| Municipal La Pintana | 2-3 | 3-1 |     | 0-1 | 1-1  | 0-2 | 2-2 |
| Deportes Ovalle      | 3-1 | 2-1 | 2-0 |     | 0-1  | 0-1 | 1-1 |
| Deportes Quilicura   | 1-0 | 1-1 | 1-0 | 0-2 |      | 0-0 | 2-0 |
| Provincial Talagante | 1-2 | 3-2 | 1-2 | 2-1 | 6-2  |     | 0-1 |
| San Antonio Unido    | 2-1 | 1-0 | 4-3 | 2-2 | 0-0  | 1-0 |     |

#### Tabla
|  |    | Clubes               | Pts | PJ | G | E | P | GF | GC | Dif |
|  | -- | -------------------- | --- | -- | - | - | - | -- | -- | --- |
|  | 1º | Enfoque              | 19  | 12 | 6 | 1 | 5 | 20 | 19 | +1  |
|  | 2º | Provincial Talagante | 19  | 12 | 6 | 1 | 5 | 18 | 17 | +1  |
|  | 3º | San Antonio Unido    | 19  | 12 | 5 | 4 | 3 | 18 | 16 | +2  |
|  | 4º | Deportes Quilicura   | 19  | 12 | 5 | 4 | 3 | 12 | 13 | -1  |
|  | 5º | Municipal Mejillones | 17  | 12 | 5 | 2 | 5 | 20 | 15 | +5  |
|  | 6º | Deportes Ovalle      | 17  | 12 | 5 | 2 | 5 | 15 | 13 | +2  |
|  | 7º | Municipal La Pintana | 8   | 12 | 2 | 2 | 8 | 15 | 25 | -10 |

### Zona Sur

#### Resultados
| Local \ Visita        | COLC | AFV | DLIN | RENG | VALD | TRAS | USMA |
| --------------------- | ---- | --- | ---- | ---- | ---- | ---- | ---- |
| Colchagua             |      | 1-0 | 1-0  | 2-2  | 2-0  | 2-2  | 3-0  |
| Arturo Fernández Vial | 0-1  |     | 2-3  | 1-0  | 2-1  | 1-1  | 2-1  |
| Deportes Linares      | 1-1  | 1-0 |      | 3-1  | 0-0  | 2-1  | 0-1  |
| Deportes Rengo        | 0-2  | 4-2 | 0-1  |      | 0-0  | 3-4  | 0-0  |
| Deportes Valdivia     | 1-1  | 1-0 | 0-2  | 4-0  |      | 1-0  | 2-1  |
| Trasandino            | 1-2  | 1-1 | 1-2  | 4-1  | 2-1  |      | 1-0  |
| Unión Santa María     | 1-2  | 2-4 | 0-1  | 2-1  | 1-1  | 0-1  |      |

#### Tabla
|  |    | Clubes                | Pts | PJ | G | E | P | GF | GC | Dif |
|  | -- | --------------------- | --- | -- | - | - | - | -- | -- | --- |
|  | 1º | Colchagua             | 28  | 12 | 8 | 4 | 0 | 20 | 8  | +12 |
|  | 2º | Deportes Linares      | 26  | 12 | 8 | 2 | 2 | 16 | 8  | +8  |
|  | 3º | Trasandino            | 18  | 12 | 5 | 3 | 4 | 21 | 17 | +4  |
|  | 4º | Deportes Valdivia     | 16  | 12 | 4 | 4 | 4 | 12 | 10 | +2  |
|  | 5º | Arturo Fernández Vial | 14  | 12 | 4 | 2 | 6 | 15 | 17 | -2  |
|  | 6º | Unión Santa María     | 8   | 12 | 2 | 2 | 8 | 10 | 20 | -10 |
|  | 7º | Deportes Rengo        | 6   | 12 | 1 | 3 | 8 | 12 | 25 | -13 |

Pts = Puntos; PJ = Partidos Jugados; G = Partidos Ganados; E = Partidos Empatados; P = Partidos Perdidos; GF = Goles Anotados; GC = Goles Recibidos; Dif = Diferencia de gol; [C] = Clasificado; [E] = Eliminado 
|  | Clasificado a la Segunda fase y a la Copa Chile 2012 |
|  | Pasa a la Liguilla del Descenso                      |
|  | Se mantiene en la Tercera División                   |

## Segunda fase (Fase Zonal para la Fase final)
Fecha de actualización: 18 de agosto
Para partidos, ver el Anexo

### Zona Norte

#### Resultados
| Local \ Visita       | ENF | QUIL | TLG | SAU |
| -------------------- | --- | ---- | --- | --- |
| Enfoque              |     | 1-2  | 0-1 | 1-1 |
| Deportes Quilicura   | 0-3 |      | 0-3 | 2-3 |
| Provincial Talagante | 3-0 | 2-0  |     | 2-1 |
| San Antonio Unido    | 4-0 | 4-0  | 1-0 |     |

#### Tabla
|  |    | Clubes               | Pts | PJ | G | E | P | GF | GC | Dif |
|  | -- | -------------------- | --- | -- | - | - | - | -- | -- | --- |
|  | 1º | Provincial Talagante | 17  | 6  | 5 | 0 | 1 | 11 | 2  | +9  |
|  | 2º | San Antonio Unido    | 14  | 6  | 4 | 1 | 1 | 14 | 5  | +9  |
|  | 3º | Enfoque              | 7   | 6  | 1 | 1 | 4 | 5  | 11 | -6  |
|  | 4º | Deportes Quilicura   | 3   | 6  | 1 | 0 | 5 | 4  | 16 | -12 |

### Zona Sur

#### Resultados
| Local \ Visita    | COLC | DLIN | VALD | TRAS |
| ----------------- | ---- | ---- | ---- | ---- |
| Colchagua         |      | 1-0  | 0-2  | 0-1  |
| Deportes Linares  | 1-1  |      | 3-1  | 3-1  |
| Deportes Valdivia | 2-1  | 3-1  |      | 0-1  |
| Trasandino        | 0-0  | 2-2  | 2-1  |      |

#### Tabla
|  |    | Clubes            | Pts | PJ | G | E | P | GF | GC | Dif |
|  | -- | ----------------- | --- | -- | - | - | - | -- | -- | --- |
|  | 1º | Trasandino        | 12  | 6  | 3 | 2 | 1 | 7  | 6  | +1  |
|  | 2º | Deportes Linares  | 10  | 6  | 2 | 2 | 2 | 10 | 9  | +1  |
|  | 3º | Deportes Valdivia | 9   | 6  | 3 | 0 | 3 | 9  | 8  | +1  |
|  | 4º | Colchagua CD      | 8   | 6  | 1 | 2 | 3 | 3  | 6  | -3  |

Pts = Puntos; PJ = Partidos Jugados; G = Partidos Ganados; E = Partidos Empatados; P = Partidos Perdidos; GF = Goles Anotados; GC = Goles Recibidos; Dif = Diferencia de gol
|  | Clasificó a la Fase final y asciende directamente a Segunda División Profesional 2013 |
|  | Disputará un Play-off por un cupo en la Segunda División Profesional 2013             |
|  | Se mantiene en la Tercera División                                                    |

- Nota 1: Enfoque y Colchagua Serán bonificados con 3 puntos.
- Nota 2: Provincial Talagante y Deportes Linares Serán bonificados con 2 puntos.
- Nota 3: San Antonio Unido y Trasandino Serán bonificados con solo 1 punto.
- Nota 4: Deportes Quilicura y Deportes Valdivia No Serán bonificados y arrancarán esta liguilla zonal, para la fase final del torneo, sin puntos.

En caso de Igual puntaje, 1.º se consideran los Partidos Ganados, luego la Diferencia de Gol

## Fase final
- Deportes Linares, Provincial Talagante, San Antonio Unido y Trasandino ya aseguraron por adelantado, su puesto para participar en la Segunda División para la temporada 2013, pero tendrán que jugar igual esta fase final del torneo, para determinar a los 2 equipos, que enfrentarán a los 2 mejores equipos profesionales de la Segunda División 2012, en la semifinal de dicha categoría, que otorga un ascenso directo a la Primera B 2013.

Para partidos, ver el Anexo
Fecha de actualización: 20 de octubre

### Resultados
| Local \ Visita       | DLIN | TLG | SAU | TRAS |
| -------------------- | ---- | --- | --- | ---- |
| Deportes Linares     |      | 2-1 | 0-0 | 1-1  |
| Provincial Talagante | 0-0  |     | 2-2 | 1-1  |
| San Antonio Unido    | 1-0  | 2-2 |     | 0-0  |
| Trasandino           | 1-2  | 4-0 | 2-1 |      |

### Tabla
|  |    | Clubes               | Pts | PJ | G | E | P | GF | GC | Dif |
|  | -- | -------------------- | --- | -- | - | - | - | -- | -- | --- |
|  | 1º | Trasandino           | 9   | 6  | 2 | 3 | 1 | 9  | 5  | +4  |
|  | 2º | Deportes Linares     | 9   | 6  | 2 | 3 | 1 | 5  | 4  | +1  |
|  | 3º | San Antonio Unido    | 7   | 6  | 1 | 4 | 1 | 6  | 6  | 0   |
|  | 4º | Provincial Talagante | 4   | 6  | 0 | 4 | 2 | 6  | 11 | -5  |

Pts = Puntos; PJ = Partidos Jugados; G = Partidos Ganados; E = Partidos Empatados; P = Partidos Perdidos; GF = Goles Anotados; GC = Goles Recibidos; Dif = Diferencia de gol
|  | Campeón, Clasifica a la Semifinal de la Segunda División 2012    |
|  | Subcampeón, Clasifica a la Semifinal de la Segunda División 2012 |
|  | Únicamente asciende a la Segunda División para el año 2013       |

### Semifinal y Final Play Off
La disputarán Iberia y Deportes Copiapó (campeón y subcampeón de la Segunda División Profesional 2012, contra Trasandino y Deportes Linares (campeón y subcampeón de la Tercera División 2012 respectivamente.
En el partido de ida de las semifinales, andinos y angelinos serán locales por ser los campeones de sus respectivas divisiones de origen, mientras que copiapinos y linarenses lo harán en el partido de vuelta, por ser los subcampeones de las categorías mencionadas.
RESOLUCIÓN PARTIDOS DE FASE FINAL
Si al final del segundo partido, los clubes hubieran resultado igualados en puntaje, el equipo que ascenderá a la Primera B para la temporada 2013, se resolverá de la siguiente manera:
- El equipo que presentó la mejor diferencia entre los goles marcados y recibidos en los respectivos partidos. No serán válidos los goles de visita marcados en las semifinales y la final de la Fase de Ascenso.
- El equipo que haya resultado triunfador en una serie de lanzamientos penales, que se hubieran efectuado si se hubiera producido empate en el marcador global de una o las 2 llaves de las semifinales y/o en la final, de acuerdo a las normas impartidas por la International F.A. Board.

Para partidos, ver el Anexo
|  | Semifinal            | Semifinal            | Semifinal        | Semifinal | Semifinal |   |                  | Final            | Final | Final | Final | Final |
|  |                      |                      |                  |           |           |   |                  |                  |       |       |       |       |
|  | Iberia               | Iberia               | 1                | 0(3)      |           |   |                  |                  |       |       |       |       |
|  | Deportes Linares (p) | Deportes Linares (p) | 0                | 1(4)      |           |   |                  |                  |       |       |       |       |
|  |                      |                      |                  |           |           |   | Deportes Linares | Deportes Linares | 1     | 1     | 2     |       |
|  |                      | Deportes Copiapó     | Deportes Copiapó | 2         | 2         | 4 |                  |                  |       |       |       |       |
|  | Trasandino           | Trasandino           | 1                | 0         |           |   |                  |                  |       |       |       |       |
|  | Deportes Copiapó     | Deportes Copiapó     | 1                | 4         |           |   |                  |                  |       |       |       |       |

## Partido final de desempate por el título 2012
Una vez finalizado el cuadrangular final y debido al empate de puntaje, Trasandino y Deportes Linares deberán jugar un partido final de desempate en cancha neutral, que determinará al monarca de Tercera División 2012, y a la vez los emparejara en las llaves finales, contra los dos equipos de la Segunda División 2012, por un cupo en la Primera B 2013.
El Estadio Municipal de La Pintana (estadio donde hacen de local Santiago Morning y Barnechea, equipos que juegan actualmente en la Primera B), fue el escenario escogido por la ANFA, para este partido de definición. Por segundo año consecutivo, la copa de campeón se entregará en ese estadio mencionado, ya que Barnechea levantó la copa de campeón de esta división en la temporada pasada. Los linarenses van por su segundo título de esta división, ya que anteriormente fue campeón por única vez en 1994 y fue subcampeón en el 2003 tras San Luis de Quillota. Por su parte, los andinos quieren ganar el título de esta división por primera vez, luego de 2 intentos fallidos. Primero en el 2005 ante Curicó Unido y después en el 2010 ante Magallanes. En ambas ocasiones, el equipo de Los Andes lideraba la liguilla final del torneo, pero terminó despilfarreando y perdió el título, luego de la arremetida de curicanos y carabeleros, que se coronaron en la última fecha de esas 2 liguillas mencionadas.
Luis Jara y Lucas Triviño (este último anotando en los descuentos, cuando el partido ya finalizaba), le dieron a Trasandino su primer título de la Tercera División y de paso, rompieron las maldiciones de los años 2005 y 2010, cuando el título se les escapó de las manos en esos años mencionados.
| 1 de noviembre de 2012, 16:00 | Trasandino                          | 2:0 (1:0) | Deportes Linares | Estadio Municipal de La Pintana, Santiago |  |
|                               | Luis Jara 10' · Lucas Triviño 90+2' |           |                  |                                           |  |

### Campeón
| Chile |
| Trasandino 1º Título Clasifica a Playoff de ascenso a Primera B Deportes Linares también clasifica, por ser el subcampeón. |

## Play-off por el 5.º Ascenso aSegunda División 2013
Enfoque, tercero de la Zona Norte, y Deportes Valdivia, tercero de la Zona Sur en la segunda fase del torneo de Tercera División, deberán jugar un Play-Off en partidos de ida y vuelta, para determinar al quinto equipo que ascenderá a la Segunda División 2013.
El equipo rancagüino hizo un buen esfuerzo, haciendo de local en el primer partido de la serie, para dar vuelta un marcador de 2 a 0 en contra, para terminar ganando por 3 a 2 y obligando al equipo valdiviano, a ganarle por 2 goles de diferencia, en el partido de revancha del 8 de septiembre, en la capital de la Región de Los Ríos.
El conjunto valdiviano tuvo el apoyo incondicional de su público, que repletó el Estadio Félix Gallardo y logró dar vuelta el marcador global, para ganar al equipo rancagüino por 4 a 0 en la revancha y 6 a 3 en el global, para poder regresar al fútbol profesional luego de 22 años, después de haber abandonado dicha profesión en 1990, un año después de haber descendido de la Primera División a la Primera B en 1989.
| 1 de septiembre de 2012, 20:00 | Enfoque                                  | 3:2 (1:2) | Deportes Valdivia            | Estadio Guillermo Saavedra, Rancagua                          |                                                               |
|                                | Paredes 43' · Carrillo 60' · Paredes 75' |           | Herrera 2' (pen.) 10' (pen.) | Asistencia: 100 aprox. espectadores Árbitro(s): Marcelo Ponce | Asistencia: 100 aprox. espectadores Árbitro(s): Marcelo Ponce |

| 8 de septiembre de 2012 | Deportes Valdivia                            | 4:0 (2:0) | Enfoque | Estadio Félix Gallardo, Valdivia |                                |
|                         | Herrera 12' · Ortiz 24' 76' · Bustamante 65' |           |         | Asistencia: 2.145 espectadores   | Asistencia: 2.145 espectadores |

Deportes Valdivia ganó 6 a 3 en el marcador global y ascendió a la Segunda División Profesional para la temporada 2013. Por su parte Enfoque, se mantendrá en esta categoría para la misma temporada.

## Play-off por el descenso aCuarta División 2013
Municipal La Pintana, último de la Zona Norte, y Deportes Rengo, último de la Zona Sur en la primera fase del torneo de Tercera División 2012, debieron jugar en partidos de ida y vuelta, para determinar al equipo que mantendrá la categoría para la temporada 2013 y al equipo que descenderá a la Cuarta División para la misma temporada.
| 21 de julio de 2012 | Deportes Rengo | 0:0 | Municipal La Pintana | Estadio Municipal de Rengo, Rengo |  |
|                     |                |     |                      |                                   |  |

| 28 de julio de 2012 | Municipal La Pintana | 1:0 | Deportes Rengo | Estadio Municipal de La Pintana, La Pintana (Santiago) |  |
|                     |                      |     |                |                                                        |  |

Municipal La Pintana ganó 1 a 0 en el marcador global y se mantiene en la Tercera División, para la temporada 2013. Entre tanto Deportes Rengo desciende a la Cuarta División, para la misma temporada mencionada.

## Estadísticas
Fecha de actualización: 18 de noviembre
| Jugador           | Equipo               | Goles |
| ----------------- | -------------------- | ----- |
| Salvatore Abarca  | Provincial Talagante | 17    |
| Davis Saavedra    | San Antonio Unido    | 12    |
| Iván Herrera      | Deportes Valdivia    | 12    |
| John Agüero       | San Antonio Unido    | 11    |
| Patricio Paredes  | Enfoque              | 10    |
| Diego Vallejos    | Deportes Linares     | 9     |
| Benjamín Calderón | Deportes Quilicura   | 7     |
| Diego Parada      | Enfoque              | 7     |
| Jesús Carrillo    | Enfoque              | 7     |